# Iglesia de Nuestra Señora (Sablon)
La iglesia de Nuestra Señora (en francés: Église Notre-Dame du Sablon; en neerlandés: Onze-Lieve-Vrouw ten Zavel) es una iglesia católica del siglo XV situada en el barrio de Sablon en el centro histórico de Bruselas, en Bélgica que fue patrocinada por la nobleza y los ciudadanos pudientes de Bruselas. Se caracteriza por su exterior de estilo gótico brabantino tardío y la rica decoración interior que incluye dos capillas barrocas.
La historia de la iglesia se remonta a principios del siglo XII, cuando Enrique I (1165-1235), duque de Brabante, otorgó ciertos privilegios, incluyendo el derecho a utilizar una parcela en el Sablon/Zavel (un pedazo de tierra de arcilla arenosa fuera de los muros de la ciudad) como un  campo de prácticas.

## Construcción de la iglesia
La fecha exacta del inicio de la construcción de la iglesia que sustituyó a una antigua capilla anterior no se conoce con certeza, aunque se acepta generalmente que fue alrededor del cambio del siglo XV. El proceso de construcción entero tomó cerca de un siglo. El coro se terminó en 1435, como atestiguan las pinturas murales de esa fecha. Las obras fueron interrumpidas debido a las dificultades después de la muerte de Carlos el Temerario en 1477, pero se reanudaron a finales de siglo. La nave finalmente tuvo siete tramos, y los dos últimos deberían haber estado coronados por una torre que nunca se terminó. El sagrario construido detrás del coro data  de 1549. A finales del siglo XVI la iglesia fue saqueada por los calvinistas y la estatua de la Virgen que Beatrijs Soetkens había llevado fue destruida.
En el siglo XVII, la prominente familia de Thurn und Taxis, cuya residencia estaba situada casi enfrente de la entrada sur de la iglesia, construyó dos capillas en la iglesia: la capilla de Santa Úrsula, en el norte del coro (1651-1676) comenzada por el escultor-arquitecto Lucas Faydherbe  de Malinas y completada por Vincent Anthony; y la capilla de San Marcos, situada al sur del coro (1690).
A comienzos de la ocupación francesa en 1795 la iglesia se salvó del celo antirreligioso de los ocupantes y sus partidarios gracias a la jura del cura de lealtad a la República. La iglesia permaneció cerrada durante unos años y fue devuelta al servicio religioso en tiempos de Napoleón, como una filial de la iglesia de Nuestra Señora de la Capilla.

## Galería de imágenes

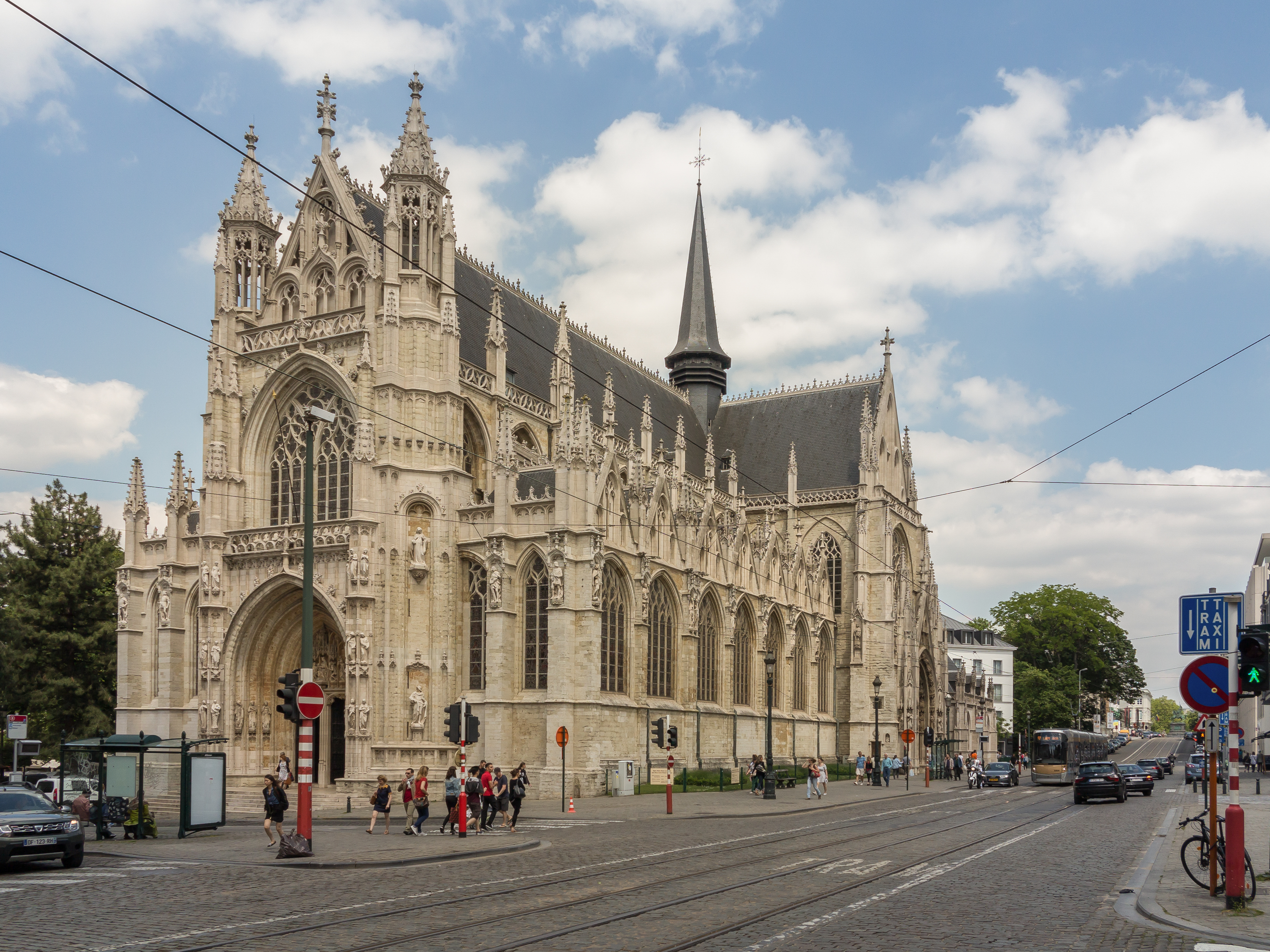
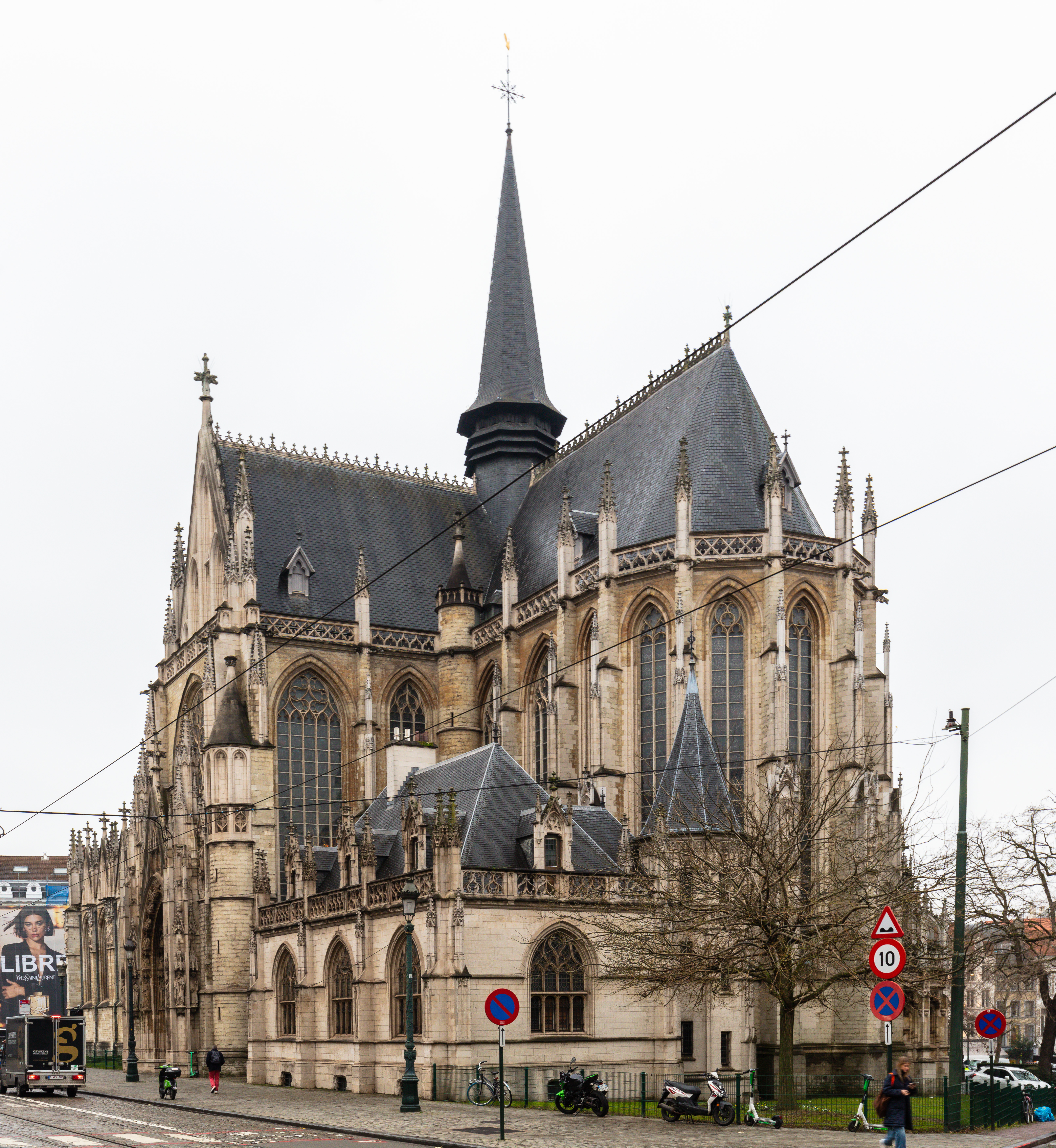
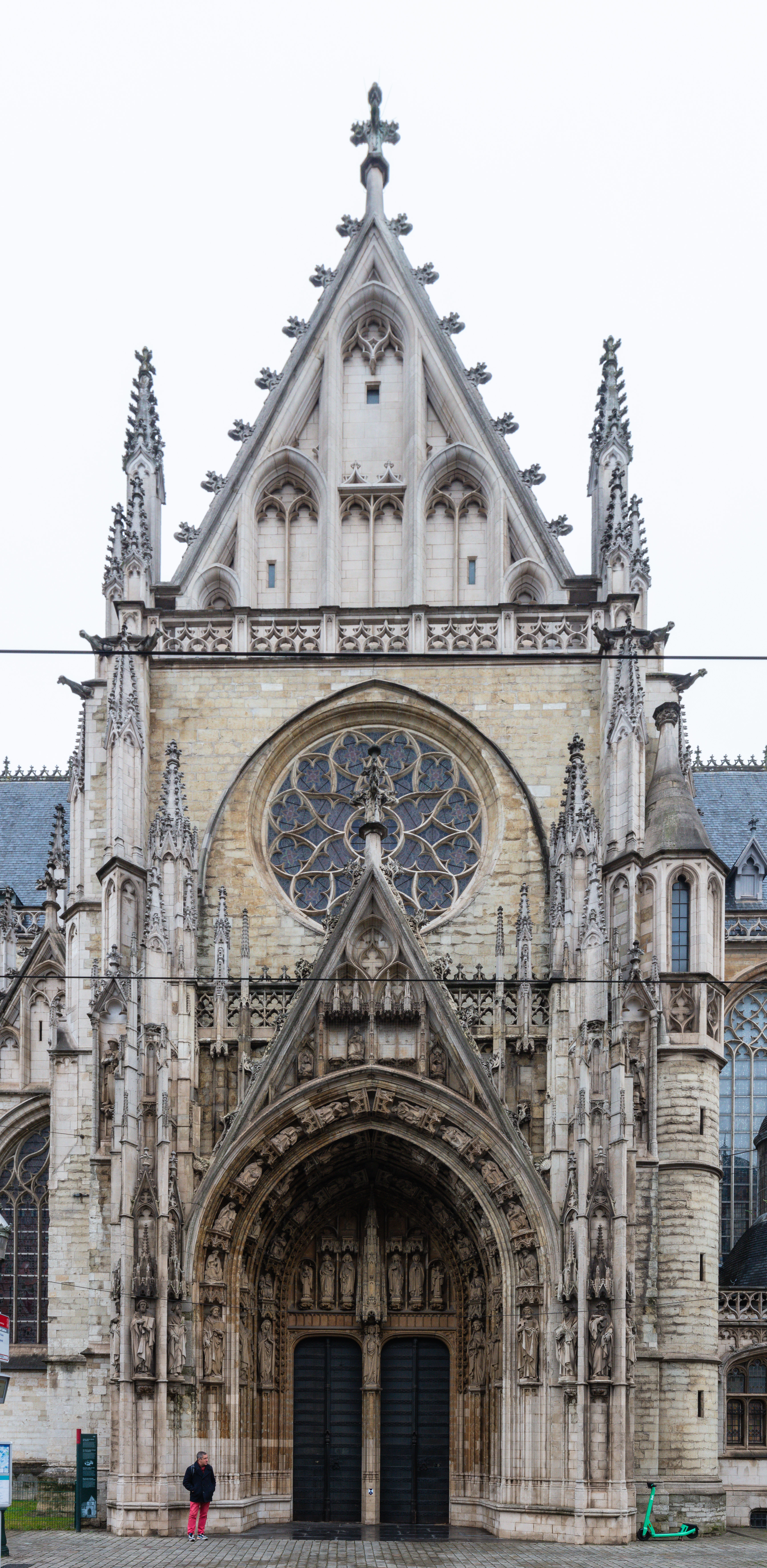
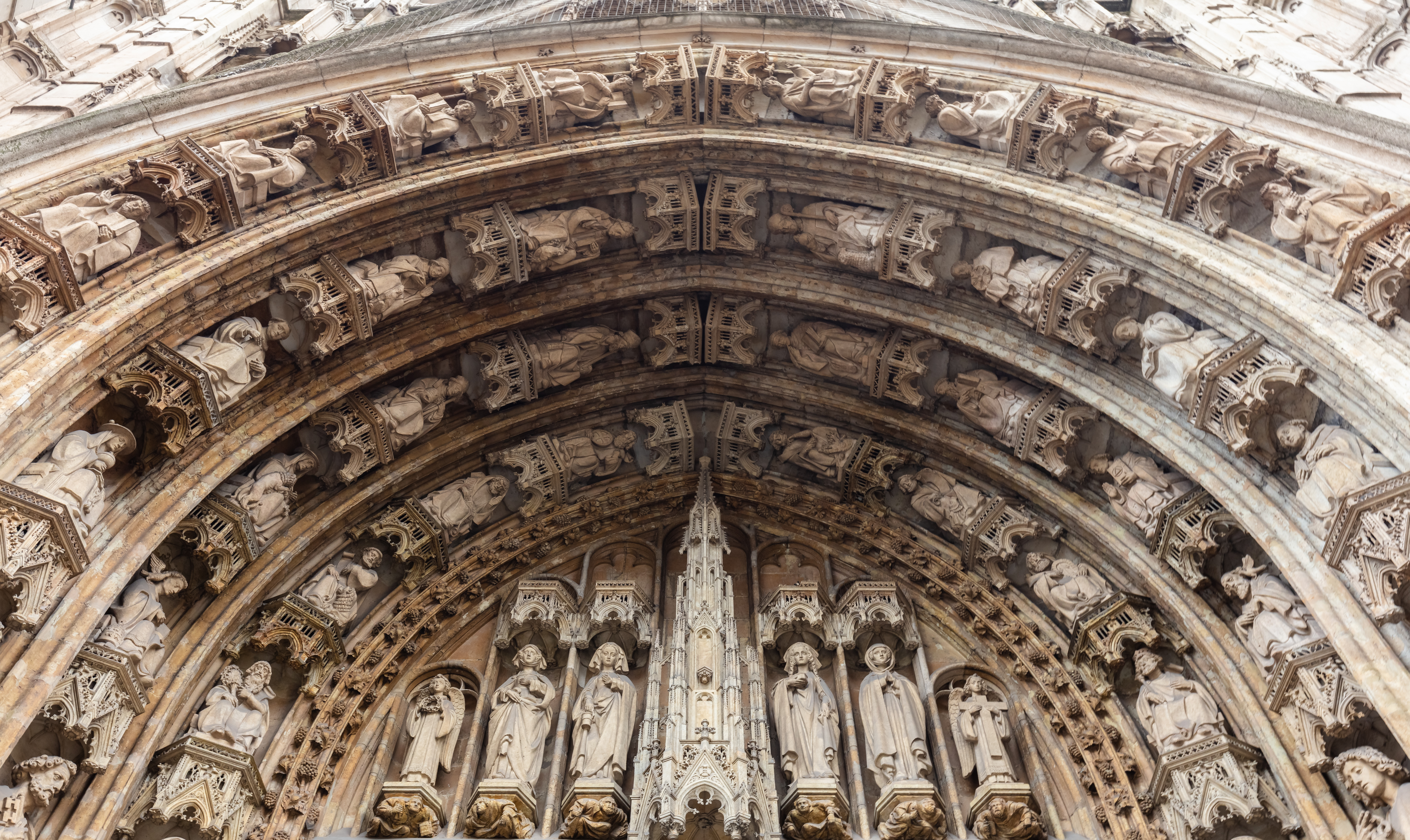
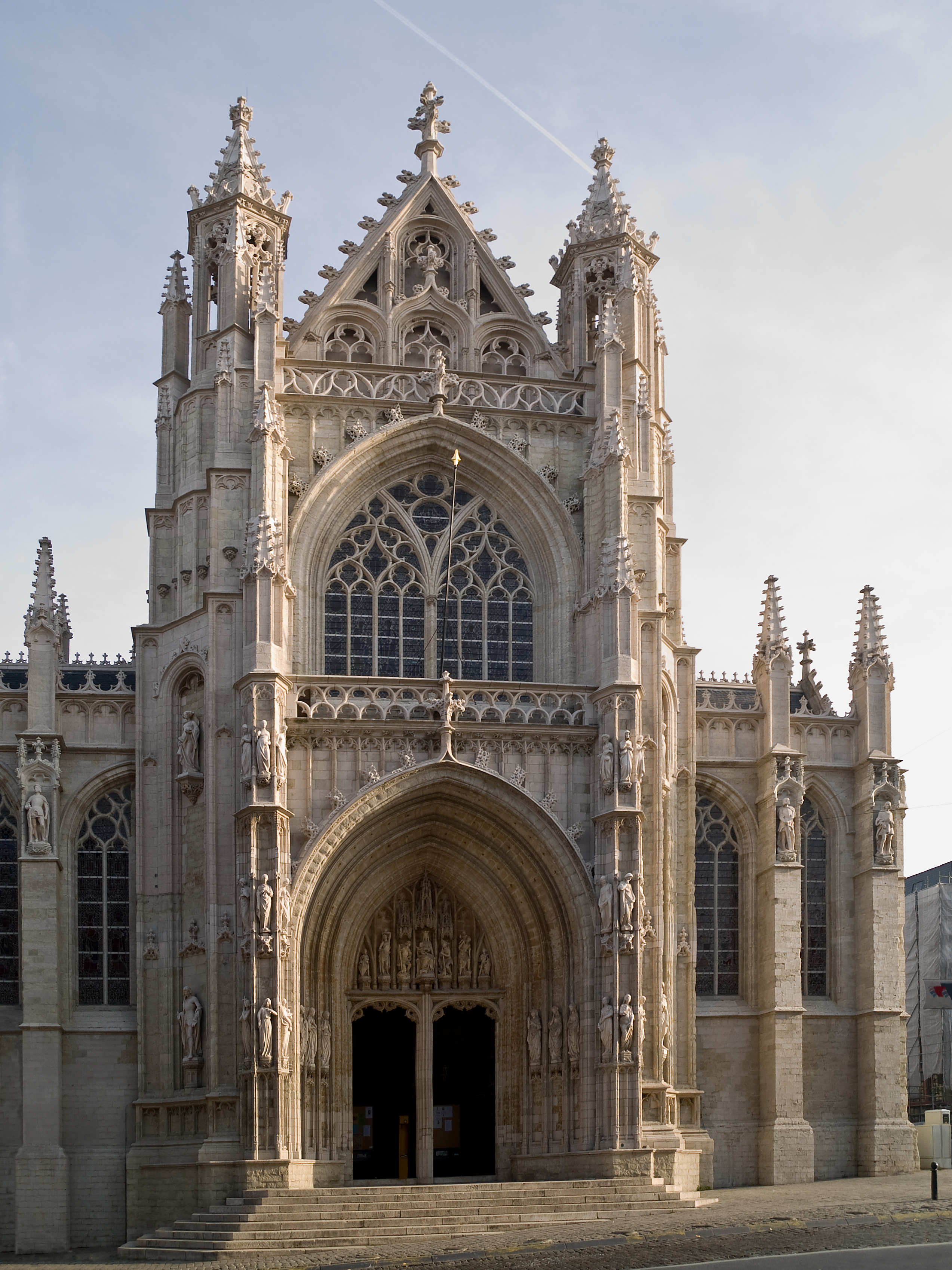
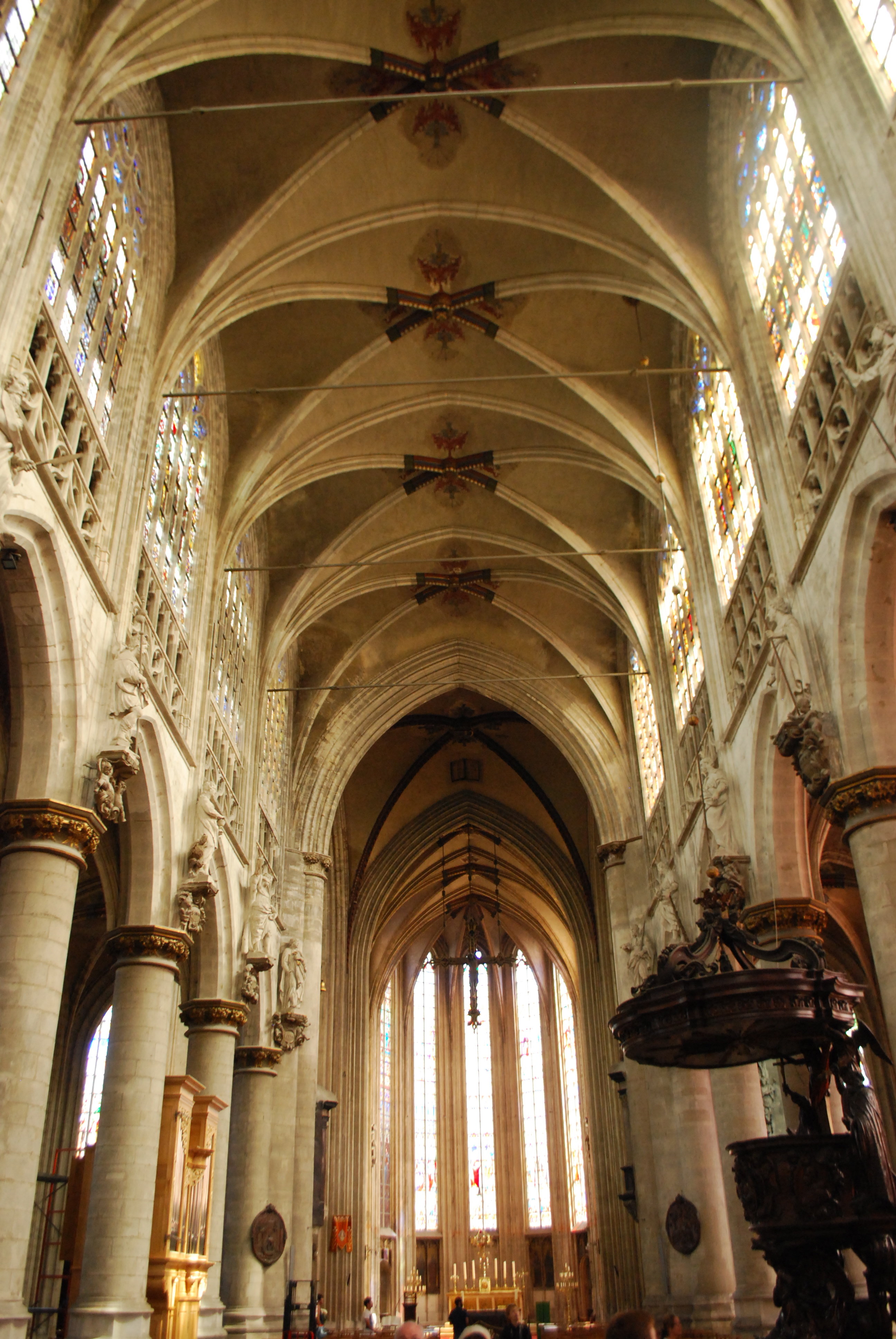